# Ajjah
Ajjah (àrab: عچه, Ajjah; hebreu: עג'ה‎) és una vila palestina de la governació de Jenin a Cisjordània al nord de la vall del Jordà, 19 kilòmetres al sud-oest de Jenin. Segons l'Oficina Central Palestina d'Estadístiques tenia 5.055 habitants en 2007.